# Snookerturneringar
Snookerturneringar, tävlingar i biljardformen snooker, brukar delas upp i rankingturneringar och inbjudningsturneringar. Se vidare under dessa rubriker för mer information, samt för listor över nuvarande och tidigare turneringar.
- Inbjudningsturnering (snooker)
- Rankingturnering (snooker)